# Haller Damenstift

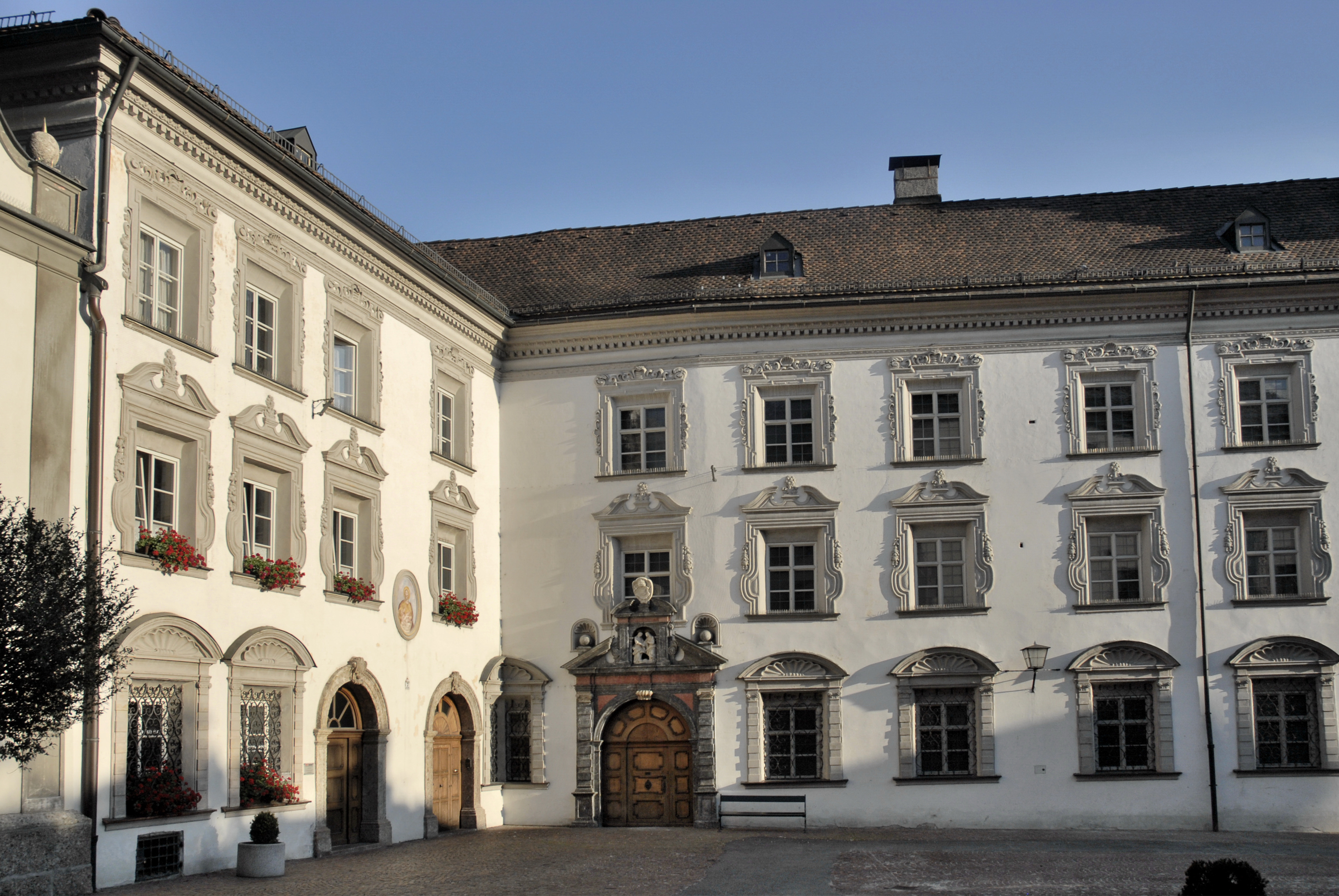
Stiftsgebäude

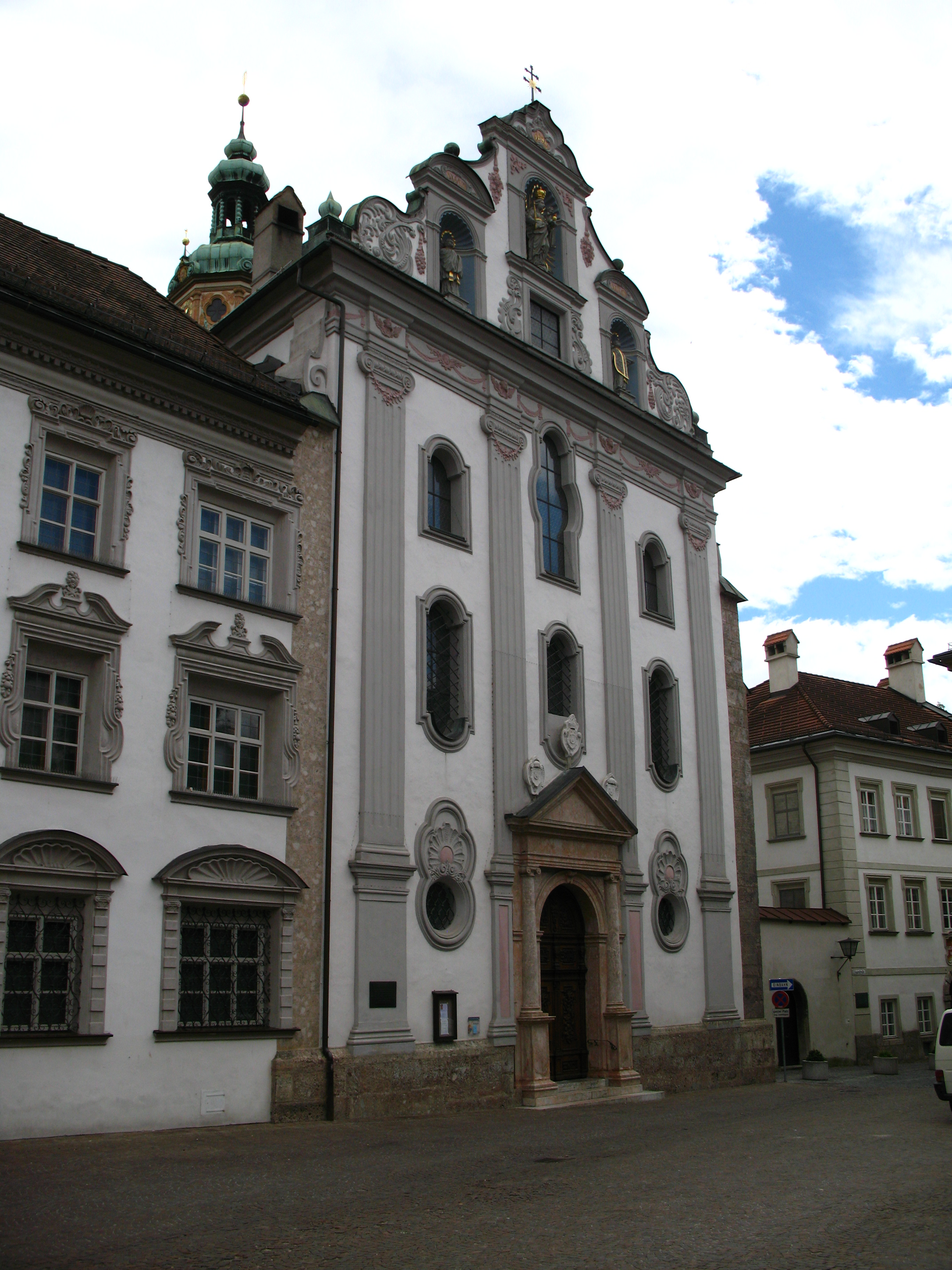
Stiftskirche (Herz-Jesu-Basilika)

Das Haller Damenstift war ein zwischen 1567 und 1783 bestehendes Stift in der Stadt Hall in Tirol.
Das Haller Damenstift wurde 1567 durch Ferdinand II. für seine zwei ledigen Schwestern Erzherzogin Magdalena und Helena gegründet. Genutzt wurde das Gelände der Burg Sparberegg, die von 1477 bis 1567 Sitz der Münze war. Nach der Grundsteinlegung konnten die beiden Frauen 1569 mit 40 Stiftsdamen in das Gebäude einziehen. Das Stiftsgebäude und die 1570 geweihte Stiftskirche (jetzt Herz-Jesu-Basilika) wurden von den italienischen Baumeistern Giovanni und Alberto Lucchese im Renaissancestil errichtet. Zum Damenstift gehörten weitere Gebäude in Hall wie das Kapellmeisterhaus, das Knabenseminar, der Ansitz Thurnfeld sowie der Stiftsgarten mit der Stiftsmaierei, dem Sommerhaus und dem Stiftsdoktorhaus. Die geistliche Betreuung des Stiftes wurde vom Jesuitenorden übernommen, der sich in nächster Nähe ansiedelte.
Da im Haller Damenstift vor allem Damen des Hochadels ein sorgenfreies, frommes Leben geboten werden sollte, wurde das Stift finanziell gut ausgestattet, wobei die Oberinnen versuchten das Vermögen gut anzulegen. Gräfin zu Spaur und Vallör erwarb beispielsweise die Pfandherrschaft über das Gericht Lienz mit den Niedergerichten Kals, Virgen und Defereggen sowie die Herrschaft Heinfels.
Die Stiftsanlage wurde bereits 1611/12 stark verändert. Durch die Neugestaltung des Jesuitenklosters und den Neubau der Jesuitenkirche wurde der Anlage ein barocker Charakter verliehen. Durch ein Erdbeben im Jahr 1670 wurde eine zweite Umgestaltung nötig.
1783 hob Kaiser Josef II. das Haller Damenstift auf. Das Stiftsgebäude wurde in der Folge als Wohnhaus genutzt und die Kirche profaniert. 1845 wurde hier das Stadtspital eingerichtet. Erst 1912 wurden das Stiftsgebäude und die Kirche wieder ihrem ursprünglichen Zweck zugeführt, indem auf Betreiben von Erzherzog Ferdinand Karl der belgische Orden Filles du Sacré Coeur die Gebäude nutzte. Die  klausurierten Töchter vom Hlgst. Herzen Jesu widmen sich der täglichen Anbetung und werden im Haller Volksmund aufgrund ihres Ordenskleides „Weiße Tauben“ genannt.